# 相博状
相博状（そうはくじょう）とは、古代・中世の日本において土地家屋などの等価交換行為である相博（相替）を行う場合に当事者双方が権利移転の事実を明らかにするために作成した文書。替券（かえけん）・替状（かえじょう）とも。

## 概要
相博時に双方が自己が相博に差し出す土地及びその付随物（この中には等価の実現のために、双方間の価値の差額分の補完のために提供された金品を含む）について記載した相博状を作成して相手側に手交して、後日の紛争回避のための証拠とした。これらは譲状・寄進状・紛失状などとともに手継証文を構成することとなる。
古い相博状は、民間が官司に上申する際に用いた辞の書式（「謹辞（つつしんでじす）」に始まる）が用いられている。これは律令制における土地の権利移動が郡司や京職などの証判を得て初めて効力を有したことに由来している。上申文書としての辞は早くに廃れたが、相博状におけるこの形式はむしろ長く用いられていた。律令制の弛緩とともに官を挟まずに相博相手に充てる書式に変化して、「替奉（かえたてまつる）」や「相博」を書出とする文書が現れるようになる。
建久7年10月4日（1196年10月26日）付けで東大寺大勧進である重源が、土御門通親との相博のために作成した相博状が残されており、自己の所領である二戸主（にへぬし）と通親の持つ漆及び家地との相博を行ったことが記されている。